# Diporiphora valens
Diporiphora valens — вид ігуаноподібних ящірок родини агамових (Agamidae). Ендемік Австралії.

## Поширення і екологія
Diporiphora valens мешкають у внутрішніх регіонах Західної Австралії на півдні регіону Пілбара, а також на сході і південному сході Малої Піщаної пустелі. Вони живуть в акацієвих і спінніфексових (Triodia melvillei) чагарникових заростях.